# Hartwald mit Umgebung
Hartwald mit Umgebung ist ein 202,5 ha großes Landschaftsschutzgebiet mit der Schutzgebietsnummer 1.19.013. Es liegt am Rand des baden-württembergischen Rems-Murr-Kreises auf dem Gebiet der Städte Fellbach und Waiblingen. Im Zentrum des Schutzgebietes befindet sich der Hartwald (auch die Hart), ein etwa 326 m ü. NHN hoher, bewaldeter Hügel. Der aufgrund seiner Artenvielfalt bedeutsame Wald dient als Naherholungsgebiet für die angrenzenden Städte. Das Schutzgebiet grenzt direkt an das Landschaftsschutzgebiet Unteres Remstal mit Randgebieten und überschneidet sich mit dem Vogelschutzgebiet Unteres Remstal. Seit 1963 befindet sich ein 30 m hoher Wasserturm auf der Hügelkuppe des Hartwaldes.

## Lage und Beschreibung

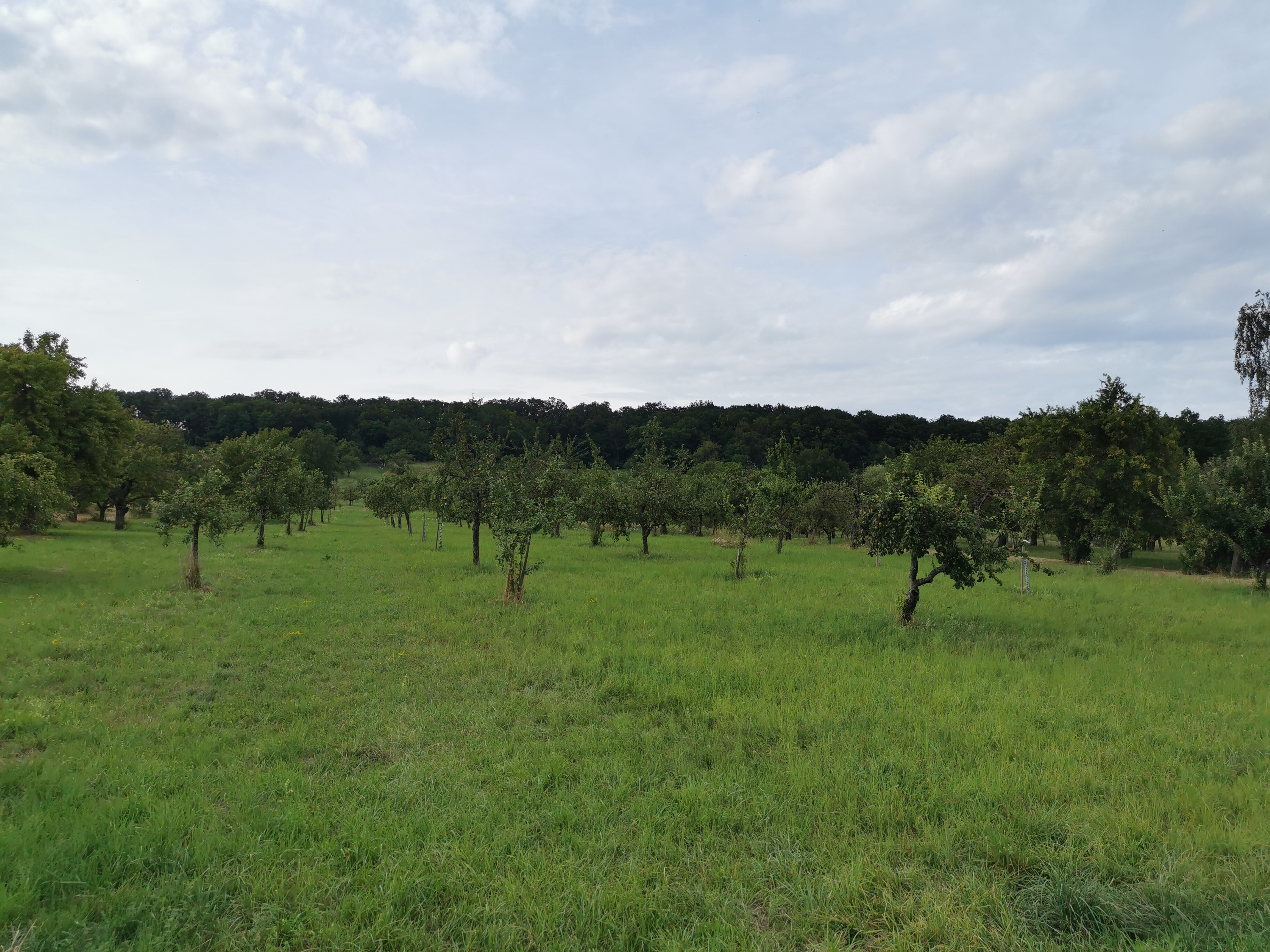
Blick aus Richtung Oeffingen auf Streuobstwiesen am Waldrand

Das Schutzgebiet liegt im Naturraum Neckarbecken und wird zu dessen Unterraum Schmidener Feld gezählt. 76 % des Gebietes befinden sich auf der Gemarkung des Fellbacher Stadtteils Oeffingen und 24 % auf der Gemarkung des Waiblinger Stadtteils Hegnach. Zudem grenzt von außen die Gemarkung der Stadt Remseck am Neckar im Landkreis Ludwigsburg an das Schutzgebiet. Im Norden an der Grenze zur Gemarkung des Remsecker Stadtteils Neckarrems trennt eine bereits zum Landschaftsschutzgebiet Unteres Remstal mit Randgebieten gehörende waldfreie Senke den Hartwald von einem ebenfalls bewaldeten Bergsporn zwischen Rems und Neckar. Im Nordosten und Osten geht das Gebiet auf der Gemarkung von Hegnach direkt in das Remstal über und grenzt auch hier an das Landschaftsschutzgebiet Unteres Remstal mit Randgebieten. Im Süden auf der Gemarkung von Oeffingen trennt der stellenweise noch zum Schutzgebiet zählende Ruckgraben die Umgebung des Hartwaldes von der Kernzone des Schmidener Felds. Im Hartwald, ebenfalls auf Oeffinger Gemarkung, entsteht der nur unbeständig wasserführende Rötensteingraben, der in westlicher Richtung fließend nahe dem Remsecker Stadtteil Aldingen in den Neckar mündet. Nördlich des Rötensteingrabens fällt die Umgebung des Hartwaldes in Richtung Aldingen zum Neckartal hin ab.
Als Hartwald im engeren Sinne bezeichnet man das auf dieser Erhebung gelegene Waldgebiet. In der überwiegend als Streuobstwiesen genutzten Umgebung tritt oftmals der Begriff Hart im Flurnamen auf (Obere und Untere Hart bei Oeffingen, Mittlere Hart bei Hegnach, Hartäcker bei Neckarrems). Im westlichen zu Oeffingen gehörenden Anteil des Schutzgebietes befinden sich mehrere eisenzeitliche Hügelgräber. Im östlichen zu Hegnach gehörenden Anteil des Schutzgebietes befindet sich das Naturdenkmal Dolinen im Hartwald.

## Geologie
Geformt wurde die Erhebung des Hartwaldes durch Reliefumkehr aus der nach ihm benannten und im Tertiär entstandenen Hartwald-Verwerfung, einem von Waiblingen bis Aldingen führenden, etwa 1 km breiten Graben, der in der heutigen Geländeform nicht mehr zu erkennen ist. An der einst tiefsten Stelle der Verwerfung entstand die heutige Kuppe des Hartwaldes, bestehend aus Schilfsandstein (Stuttgart-Formation), das sich der Erosion widersetzen konnte. So entstanden ist die höchste Erhebung innerhalb der Lössebene zwischen Fellbach, Waiblingen und Remseck, in die sich die Täler von Rems und Neckar sowie deren Zuflüsse einschneiden.